# Gerbo
Nota: Talvez você estaja procurando o Gerbilo. Consulte-o.
O gerbo ou esquilo-da-mongólia (Meriones unguiculatus) é um dos roedores que entrou para o mundo dos mascotes. Aparentemente este minúsculo animal é fisicamente similar ao hamster, com quem guarda um grande parentesco, necessitando no entanto de alguns cuidados muito diferentes de seus semelhantes. Se trata de um roedor com muito caráter que, quando se sente mimado e querido se comporta amistosamente, e  relaciona-se bem com seu dono.
No princípio era utilizado como cobaia, mas devido à suas qualidades surpreendentes, acabou se tornando um dos roedores de estimação mais populares na América do Norte.
Sua origem é da Mongólia, lugar de clima seco e paisagens desérticas. Estes antecedentes marcam suas necessidades e costumes, muito diferentes do restante de sua ordem. Um exemplo clássico é seu local ideal para morar, já que as gaiolas não são recomendadas como alojamento para este pequeno companheiro, devido ao fato de machucar o seu nariz com as grades e jogar toda a forragem para fora por sua tendência a escavar. O recomendável seria algo como um terrário de vidro ou plástico com um pouco de forragem que ele possa escavar.
Apesar de muitos "pet shops" venderem mix de sementes como base de alimentação para esses animais, essa prática não é correta. Os esquilos-da-mongólia necessitam de ração específica para hamsters e gerbis, além de sementes, frutas frescas (frutas ácidas não devem ser consumidas) e proteína animal (tenébrios, besouros de amendoins e outros).
Na década de 1930, dezenas de gerbos da Mongólia e Manchúria foram capturados e levados aos Estados Unidos e ao Japão. Os gerbos americanos foram vendidos à Inglaterra e ambos os países exportaram as crias para diversas regiões.

## Manejo
Os gerbis devem ser criados em pequenos grupos (do mesmo sexo) macho pode ser criado em dupla ou em trio, fêmea em dupla devido a constante troca de hierarquia entre elas podendo ocasionar sérias brigas levando a óbito, em hipótese alguma deve se criar um gerbo sem um companheiro pois gerbos são animais que vivem em colônia. O ideal é se criar dois animais do mesmo sexo (dois machos ou duas fêmeas), pois o casal se reproduz continuamente e com muita facilidade. 
Não se deve dar banhos no gerbo, isso pode provocar problemas sérios de saúde, por exemplo, a pneumonia. O uso da serragem também é inadequado (apesar de ser muito vendida e recomendada nos pet shops) como forração para o alojamento do animal, pois esta é feita de pinus, que contêm óleos tóxicos para os pequenos roedores e causam alergias e complicações respiratórias. No lugar da serragem, deve ser usada areia de gato sem cheiro. A limpeza da gaiola é feita retirando-se a forração antiga e substituí-la por uma nova. Pode-se passar um pano úmido e álcool e logo em seguida lavar com água e secar totalmente.(sem o animalzinho dentro da gaiola), ou lave com água e uma escovinha, como lavaria uma bandeja (não usar produtos de limpeza na hora da higienização do viveiro do seu gerbil, pois pode causar doenças como por exemplo alergia,secreção ocular ou nasal, dermatite, etc.). 
Jamais dar tecidos, algodão e plásticos, pois ele pode ingerir e morrer por obstrução gástrica. Dê papelão e madeira (ambos sempre sem tinta ou produto químico) para ele roer. Porém, nunca dê madeira de cedro ou pinus, que como foi dito acima, contêm óleos tóxicos que causam alergias respiratórias ou até leva a morte. Os dentes incisivos dos roedores crescem continuamente, portanto, roer é um hábito saudável. Isso distrai o animal e desgasta os dentes. 
A cauda do gerbil é mais sensível que a dos demais roedores, portanto, não o pegue pelo rabo ao manuseá-lo. Ao fazer isso, além de provocar muita dor, o rabo, ou parte dele, pode quebrar e o animal cair no chão, causando infecções e/ou levando ele à morte. É muito comum ver donos de pet shop com tal atitude, porém, é incorreta essa forma de manejo e não deve ser reproduzida pois a cauda do gerbil não suporta o peso do animal.

## Reprodução
Os gerbis são animais de fácil reprodução, porém, deve-se tomar alguns cuidados básicos para uma reprodução de qualidade.
O animal geralmente está maduro para a reprodução entre 10 e 12 semanas de vida, pesando aproximadamente 80 gramas, mas o ideal é que a fêmea reproduza somente no 2º cio. O período de gestação é entre 21 e 30 dias, e, após os filhotes nascerem, a fêmea entra no cio e cruza, sendo assim, nos próximos 30 dias ela terá filhotes novamente. Após o parto, não se deve separar o macho da fêmea com os filhotes, porque ele irá ajudá-la a criar os pequenos.